# Ostafrikasaurus crassiserratus
Ostafrikasaurus (il cui nome significa "lucertola di Ostafrika") è un genere estinto di dinosauro spinosauroide spinosauridae vissuto nel Giurassico superiore, circa 148–145.5 milioni di anni fa, in Tanzania, Africa. L'unica specie ascritta a questo genere è O. crassiserratus.

## Etimologia
Ostafrikasaurus fu descritto per la prima volta da Eric Buffetaut nel 2012 e la specie tipo è Ostafrikasaurus crassiserratus. Il nome generico deriva dalla Deutsch-Ostafrika, in cui è stato trovato l'olotipo. Il nome specifico deriva dal latino Crassus, che significa "spesso" e dentato, "seghettato", in riferimento alla forma del dente.

## Descrizione
L'unico reperto fossile di Ostafrikasaurus crassiserratus è un dente isolato, lungo circa 49 mm. Nel 2008, Buffetaut suggerì che questo dente appartenesse ad un nuovo genere di Spinosauridae. Difatti il dente differiva molto dai denti degli altri teropodi avendo un numero maggiore di creste linguali (fino a undici) e presentando tre creste e solchi sul lato labiale. Inoltre, alcune delle creste linguali si estendono per quasi tutta la lunghezza della corona. In aggiunta, sono presenti delle creste su gran parte del lato mesiale. I paleontologi non sono certi delle effettive dimensioni dell'animale a causa dei pochissimi reperti fossili, ma dall'unico dente rinvenuto e dal raffronto con animali simili i paleontologi hanno stimato una possibile lunghezza di 10,3 metri per un peso di circa 2-3 tonnellate.

## Classificazione
Nel 2012, Buffetaut assegnò Ostafrikasaurus crassiserratus, alla famiglia degli Spinosauridae, sulla base del fatto che il dente presenta un ornamento di smalto che assomiglia molto a quelli riscontrabili nei denti di baryonychidae soprattutto in Baryonyx, ma si differenzia da tutti gli altri generi di spinosauridi per le grandi dimensioni dei dentelli. Secondo Buffetaut quindi Ostafrikasaurus rappresenterebbe il più antico spinosauride attualmente conosciuto. Il dente suggerisce che l'evoluzione dentale degli spinosauridi abbia ridotto la presenza dei dentelli. Ad oggi l'Ostafrikasaurus è ritenuto il più antico spinosauride conosciuto.

## Storia della scoperta
L'olotipo di Ostafrikasaurus crassiserratus consiste nel reperto MB R 1084, ossia un dente isolato. In un primo momento, fu denominato Labrosaurus stechowi da Werner Janensch, nel 1920. In seguito furono ritrovati altri denti fossili che vennero assegnati a L. stechowi, tutti raccolti durante una spedizione tedesca, nella zona intorno a sud-est di Tendaguru, in Tanzania. Janensch (1925) descrisse in totale nove denti, che assegnò sempre a L. stechowi e li divise in cinque tipologie. In seguito i denti furono riassegnati a Ceratosaurus stechowi, in quanto Labrosaurus risultò essere solo un giovane esemplare di Allosaurus. Ad oggi Labrosaurus è considerato un nomen dubium, e i denti precedentemente assegnati a tale genere dovevano appartenere ad un altro animale.
L'unico dente che costituiva l'olotipo MB R 1084, differisce sotto diversi aspetti dagli altri denti ritrovati. Nel 2012 Buffetaut descrisse un nuovo genere di dinosauro, a cui assegnò i denti ritrovati e lo identificò come Ostafrikasaurus. Il dente risaliva al tardo Giurassico, circa 148-145 milioni di anni fa.